# 11382 Juliasitu
11382 Juliasitu este o planetă minoră (asteroid), cu un diametru de 2,383 km, din centura de asteroizi. A fost descoperită pe 26 septembrie 1998 la Magdalena Ridge Observatory⁠(d) de Lincoln Near-Earth Asteroid Research. 
Obiectul prezintă o orbită caracterizată de o semiaxă mare de 2,1905174 UAi, o excentricitate de 0,16, o înclinație de 3,78657 ° în raport cu ecliptica.